# Jardín botánico de la Universidad Austral de Chile
El Jardín Botánico de la Universidad Austral de Chile es un jardín botánico de unas 10 hectáreas de extensión, que se encuentra en la isla Teja, junto a la ciudad de Valdivia, Chile. 
Pertenece a la Universidad Austral de Chile y se halla dentro de su campus "Teja", su código de identificación internacional como institución botánica, así como las siglas de su herbario es VALD.

## Localización
Se localiza en la comuna de Valdivia, dentro de la isla Teja y del campus universitario homónimo, junto al río Cau-cau.
Jardín Botánico de la Facultad de Ciencias de la Universidad Austral de Chile, Casilla 567, Valdivia, Los Ríos, Chile.
Planos y vistas satelitales.40°33′16.1994″S 73°42′50.76″O / -40.554499833, -73.7141000

## Historia
Fue creado en 1957 por el fundador y primer Rector de la UACh, Dr. Eduardo Morales Miranda, quién se propuso la creación y desarrollo de uno de los mejores jardines botánicos del país.
La parte ornamental fue diseñada y construida por la Sra. Kathy Taylor quien trabajó conjuntamente con el Sr. José Garrido, uno de los jardineros con más experiencia en la UACh”.
Para proteger el potencial ambiental, cultural y patrimonial que tiene el Jardín Botánico de la Universidad Austral de Chile, se creó en el 2003 el Comité de Manejo Sustentable del Jardín Botánico dependiente de la Comisión de Espacios Físicos UACh. 
Estuvo cerrado al público debido a la emergencia sanitaria COVID-19 durante el 2020 y la mayoría del 2021
Actualmente el Jardín Botánico de la UACh se encuentra en una etapa de modernización, dirigida por un plan marco de desarrollo (2012-2022) que tiene por objetivo transformarlo en un centro de investigación, educación y cultura, a fin de convertirlo como el primer Jardín Botánico complejo de Chile.

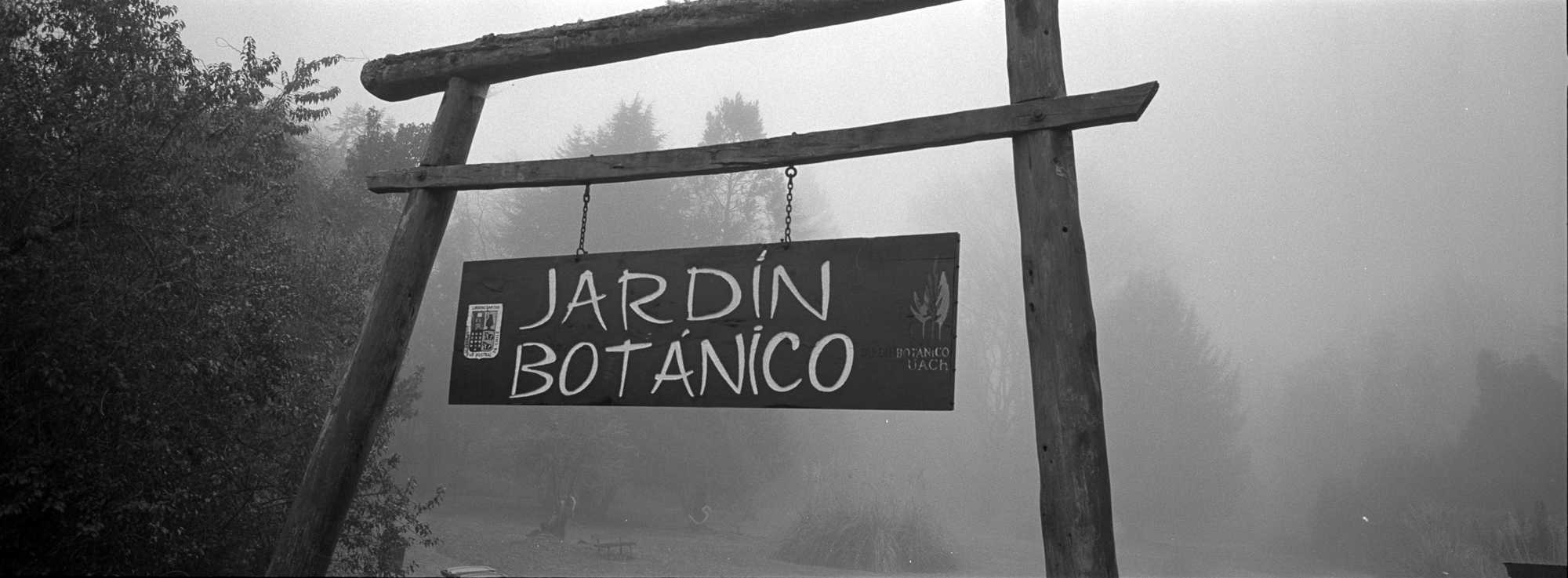

## Colecciones
El Jardín Botánico de la UACh es un lugar de ocio y un laboratorio abierto para la universidad y para quienes se interesan en la vegetación nativa y exótica, con un total de unas 950 especies de plantas. 
- Plantas del bosque valdiviano y de sur de Chile. Formaciones de plantas nativas, incluyendo especies forestales, arbustos, praderas,
- Sección de plantas de estepas, dunas, arbustos de terrenos salinos
- Sección de plantas acuáticas y palustres de los humedales, gracias a encontrarse junto al río Cau Cau.
- Sección de plantas con problemas de conservación, manteniéndose un activo intercambio con otras entidades similares en el mundo.

## Galería

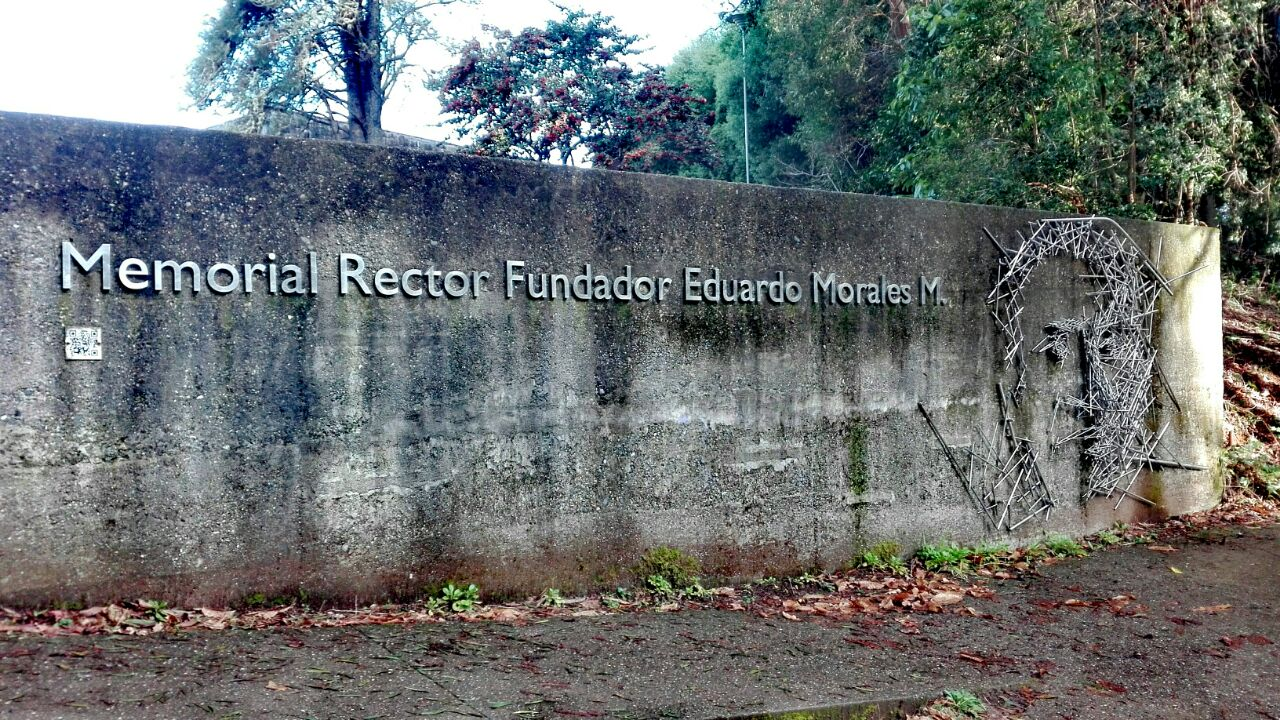
memorial en honor al primer rector de la UACh
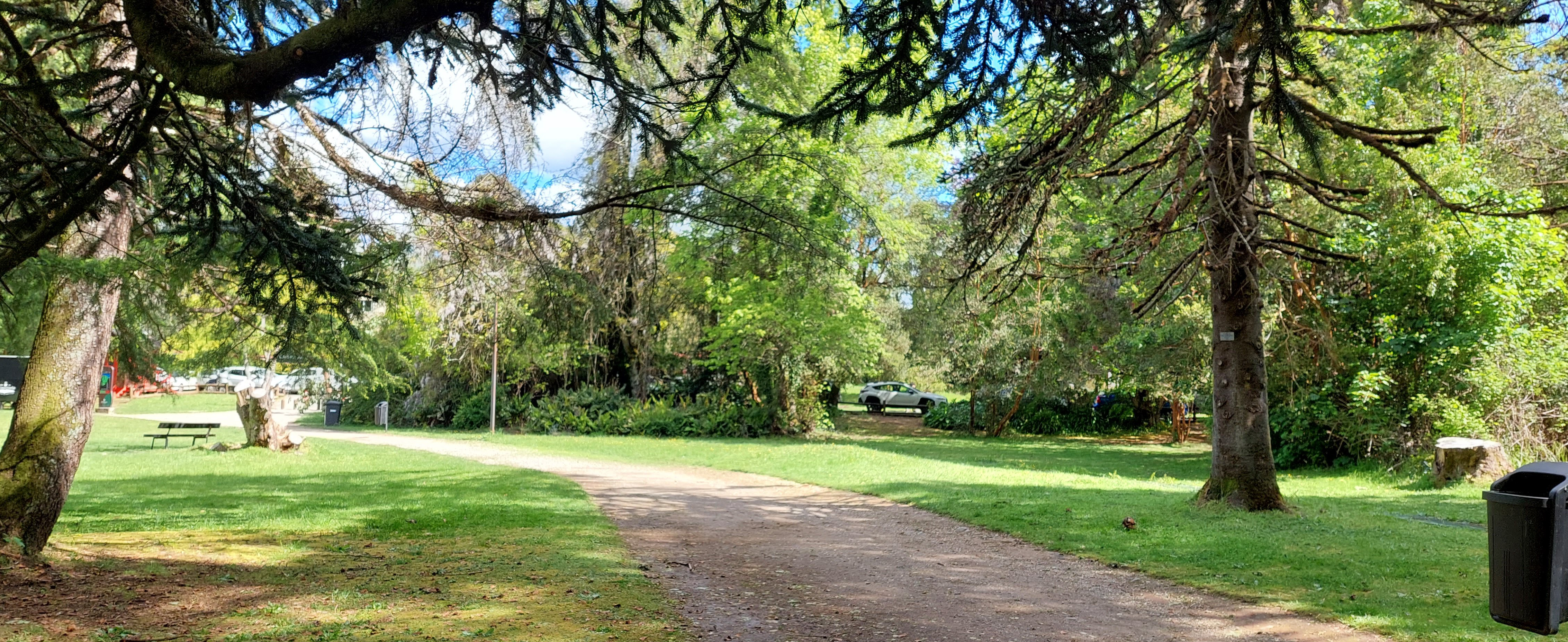
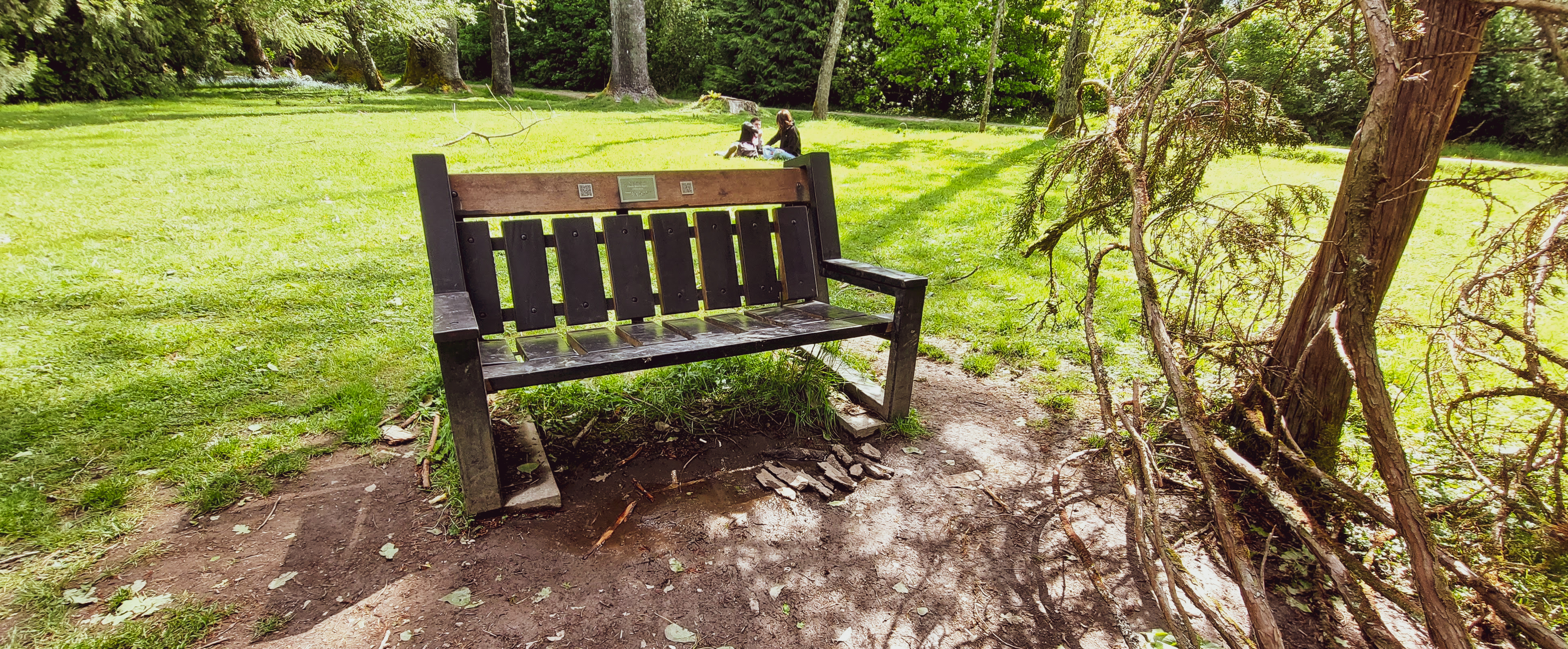
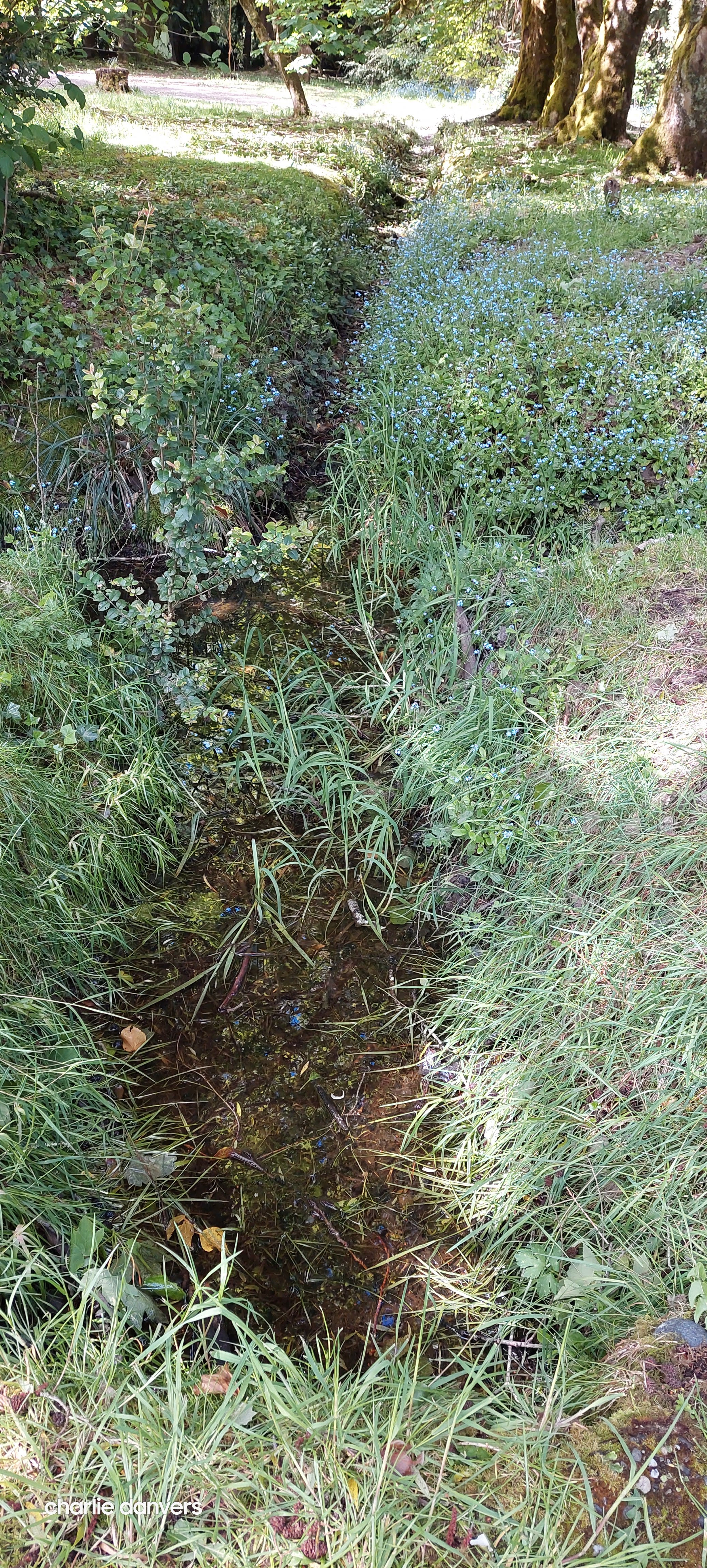
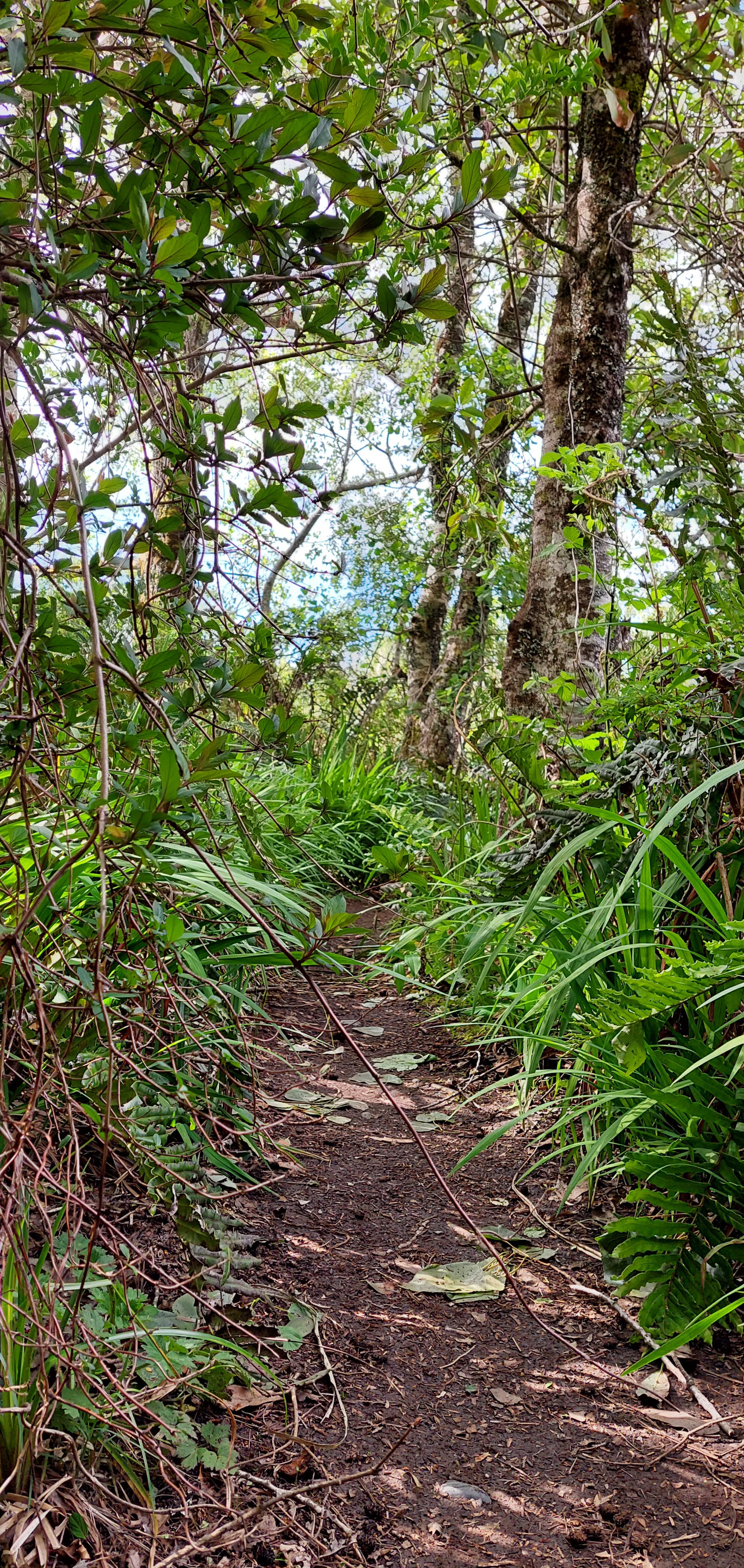
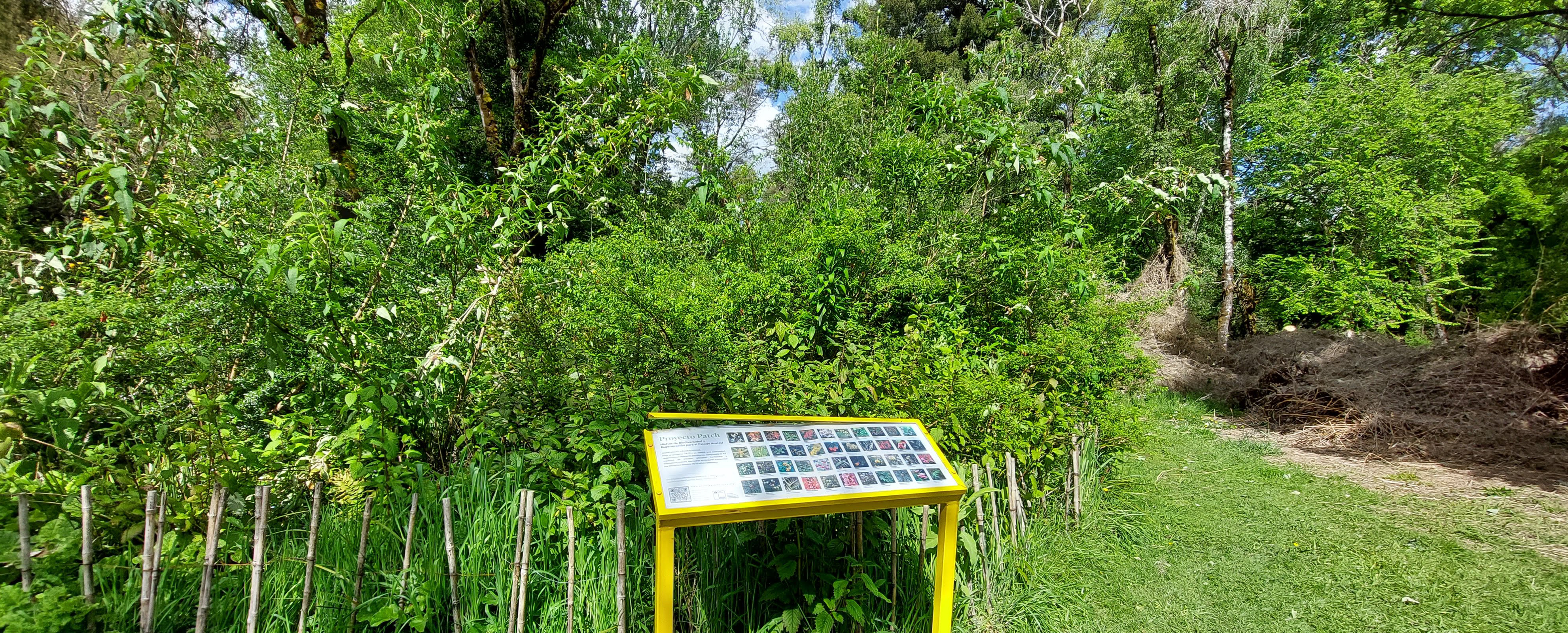
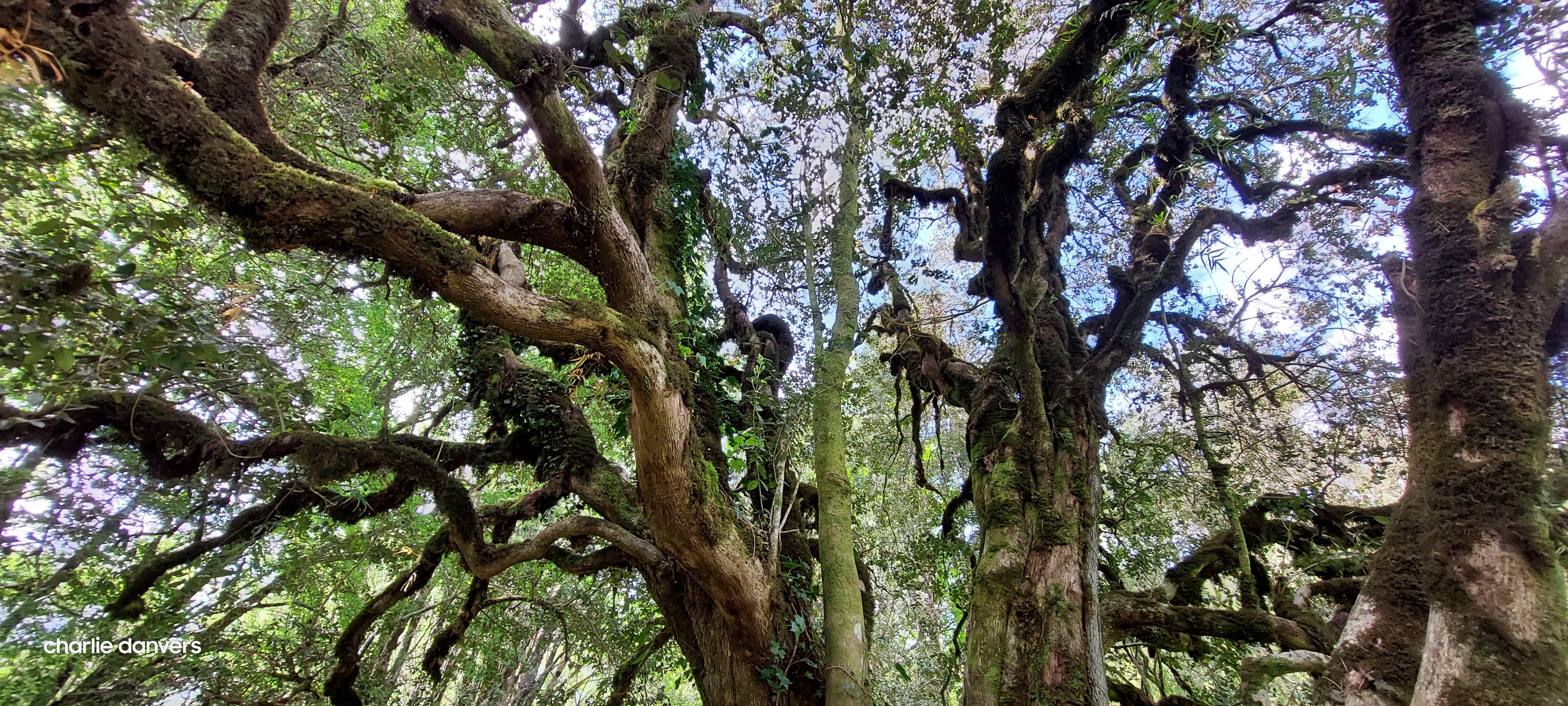
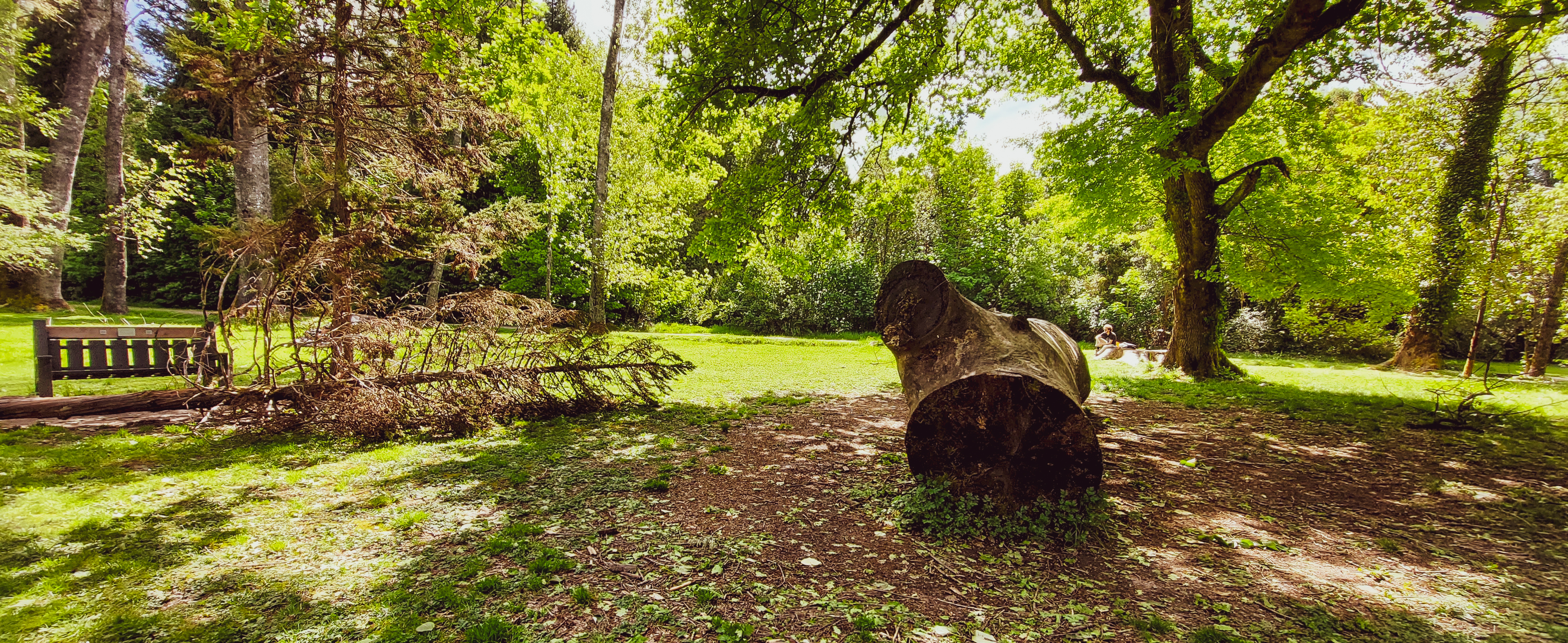